# John O’Mahony (Politiker)

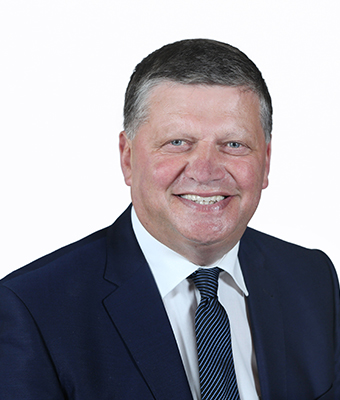
John O’Mahony (2016)

John Christopher O’Mahony (irisch Seán Ó Mathúna; * 8. Juni 1953 in Kilmovee, County Mayo, Irland; † 6. Juli 2024 in Galway) war ein irischer Politiker (Fine Gael), Lehrer und Gaelic-Football-Trainer.

## Leben
John O’Mahony studierte am University College Galway und arbeitete nach dem Schulabschluss viele Jahre als Lehrer in Ballaghaderreen. Ab 1987 begann er als Trainer im Gaelic Football zu arbeiten und konnte einige Erfolge erzielen.
2007 trat er für die Fine Gael im Wahlkreis Mayo bei den Wahlen zum Dáil Éireann an und wurde gewählt. 2011 konnte er seinen Sitz verteidigen. Durch die Änderung des Wahlkreiszuschnitts trat er bei den Wahlen zum Dáil Éireann 2016 im Wahlkreis Galway West an und verpasste einen Sitz. Er wurde daraufhin durch Taoiseach Enda Kenny für den Seanad Éireann nominiert.

## Privates
John O’Mahony war seit 1978 mit Gerardine Towey verheiratet und hatte mit ihr fünf Töchter.